# دره بست گز
دره بَست گِز (نام محلی: درواه بست گز) نام دره‌ای است در جنوب کوخرد، و از توابع بخش کوخرد شهرستان بستک استان هرمزگان ایران.
در این دره آثار سدی باستانی از دوران بسیار دور بجا مانده‌است.
آثار این سد تاریخی در ۲ کیلومتری شمال سد تازه احداث سد بست گز واقع شده‌است.

## طول درواه
این دره بزرگ و دراز بطول تقریبی ۳۸ تا ۴۰ کیلومتر ابتدا از بون کوه زیر (جنوب کوخرد) و از (سَرگرد) نرگ بست گز و از سمت مغرب تنب مش و اشکفت تنب مش شروع می‌شود و به طول مایل وپر پیچ وخم از دامنهٔ کوهستان می‌گذرد و در مشرق نخلستان باغ زرد و بین منطقه مزاجان و (پشتخه) مدی آباد عبور می‌کند و به رودخانه مهران می‌ریزد.

## عرض درواه
عرض این دره متفاوت است، چنان‌که عرض دره از ده متر شروع می‌شود و در قسمت‌های ازآن به ۲۵ تا ۳۰ متر نیز می‌رسد، عمق دره نیز متفاوت است در صورتی‌که در حاشیه رودخانه مهران به سه متر می‌رسد در ابتدا درواه از بالا به ۳۰ تا ۴۰ متر نیز می‌رسد.

## آبخیز
از کوه‌های اطراف این دره عظیم و در طول درواه و از سمتهای مغرب و مشرق و بر فراز چُک‌ها و (گری‌ها) دره‌های کوچک و مسیلات آبی جریان دارد که کُلاً در آخر مطاف به دره عمیق بست گز می‌ریزند، دره‌ای بسیار عمیق به نظر می‌آید، دره از سمت مشرق (پشتخه باپیر) و از سمت مغرب (پشتخه بست گز) عبور می‌نماید، در فصل زمستان وبهار منظره دلپزیری را از دور بچشم می‌رساند.

## جانوران درنده
در وسط درواه جنگل‌های از درخت کِتهُ وجود دارد که گاه گاه جانوران درنده مانند پلنگ، و گرگ، و کفتار و خوک (گراز)و همچنین روباه و شغال، یوزپلنگ، در خود نگه می‌دارد، در قسمت بالای درواه منظره جالبی از آبشارها و چشمه‌های گوناگونی به چشم می‌خورد، آب روان چشمه‌ها و آودون‌ها از میان اعماق عظیم این دره در جریان است و مانند رودخانه‌ای از وسط درواه می‌گذرد که شاهکار معماری وهنر طبیعت است، رودخانه آب شیرین که از آودون‌های زیبای بست گز به‌وجود آمده‌است و رودخانه‌ای با آب صاف و گوارا تشکیل شده منظره‌ای شاعرانه و بدیعی ارائه داده‌است.
در (سَرگرد) نرگ بست گز و در کنار چشمه‌ها آثار کِدَکهایی وجود دارد که در دوران بسیار دور به وسیلهٔ صیادان و شکارچیان ساخته شده‌است، شکارچیان در این کِدَک‌ها کَمین می‌کردند وقتی که آهو برای خوردن آب به سر چشمه‌ها می‌آمدند آن را از درون کِدَک با تیر می‌زدند. آثار این کدک‌ها در دو طرف نرگ بست گز هنوز باقی مانده‌است.
دره زیبای بست گز از سمت جنوب لمبیر ملکی و در پشت سد جابر واقع شده‌است. بعد از ورود به لمبیر وقتی که وارد درواه می‌شوید پشتخه باپیر از سمت مغرب درواه قرار دارد و پشتخه بست گز در سمت مشرق درواه قرار دارد. درواه رو به‌طرف جنوب از سمت مشرق تهِ درواه جوکاری وجود دارد که به " جوکار بست گز " معروف است
در این جوکار در زمان قدیم قبیله آل جعفر جو و گندم می‌کاشتند، در حدود ۱۰۰ من بذر زیر کشت داشته. بعد از جوکار کُم بلندی وجود دارد که به " کُم پلنگ " معروف است، کم پلنگ از سمت چب دره واقع است. پس از گذشتن از کم پلنگ دره رو به‌طرف قبله منحنی می‌شود کنار درواه از سمت قبله چند تال (سنگ) بسیار بزرگ تهِ دره وجود دارد، پس از عبور از این سنگ‌ها و تال‌ها بزرگ به آبشار بست گز می‌رسید، پس از آبشار به آودون زیبای بست گز که " آودونِ گِردُو " نام دارد می‌رسید، آودون دایره مانندی بسیار زیبا که آبش به آبشار می‌ریزد.

## آثار حاجی جعفر گَپ
بعد از عبور از آودون گِردُو و و پس از عبور از راهی پر پیچ وخم وبالا رفتن تقریبی ۸۰ درجه به بالای نرگ و به مسافت (۱۰۰) متر به آثار (حاجی جعفر گَپ) می‌رسید، آن آثار برجسته که سال‌هاست در سنگ حفر شده‌است.
در این آثار برجسته بوضوح مشاهده می‌شود چنان آن آثار و آن جدول محکم در دل سنگ حفر شده‌است و در هنگام حفر جدول بروی آن تخته سنگ دو (حلقه) مانند طاق بر روی جدول ساخته بوده که آب از زیر آن عبور کند، و با وجود اینکه قرن‌ها از تاریخ این آثار می‌گذرد هنوز در وسط دره و روی آن تخته سنگ بزرگ آشکاراست و جلوه نمائی می‌کند و آب از زیر آن طاق عبور می‌نماید؛ ولی به مرور زمان یکی از آن طاق‌ها (حلقه‌ها) شکسته شده‌است اما طاق دومی تا به حال باقی مانده‌است و آب از زیر آن رد می‌شود و یک منظره جالب و زیبا به معرض تماشا می‌گذارد.
چنان‌که شاعر در وصف آثار (حاجی جعفر گَپ) در درواه بست گز در این ابیات زیبا می‌گوید:
| چو فرهاد می‌رویم بالای آن کوه  |  | بود گل‌ها شکفته روی آن کوه     |
| رویم بست گز و آودون گردوه     |  | بود آثار جَّدَم حفر در کوه       |
| بکوهی کرد جعفر راه آن روز     |  | که آن را بست گز خوانیم امروز  |
| برآن کوه کمر کش رفت چون باد   |  | کمر دربست و زخم تیشه بگشاد    |
| زدعوی گاه جستن بادلی شاد      |  | روان شد حاجی جعفر از پی آب    |
| پی صنعت کمر بست چالاک         |  | به ضرب تیشه کرد آن کوه را چاک |
| پس آنگه از سنان تیشه تیز      |  | تراشید جدولی مانند دهلیز      |
| تبر و تیشه می‌زد از پی گنج     |  | شده آثار جعفر نقش بر سنگ      |
| به تیشه جدولی محکم برآن سنگ   |  | چنان برزد که مانی نقش ارژنگ   |
| بحکم آنکه سنگی بود خارا       |  | بسختی روی آن سنگ آشکارا       |
| شب روزی تبر زد بادل رنج       |  | که سازد حلقه‌ای در قلب آن سنگ  |
| چنان در صنعت آن حلقه پرداخت   |  | که حلقه دیگری مشتبه ساخت      |
| که آب جاری در آن باشد چو ساقی |  | یکی بشکست و دیگر ماند باقی    |
| که آب از سنگ آرد بهر یاران    |  | به فصل خشکی و آیام باران      |
| چنان آب زلالی شد روانه        |  | تو گفتی چشمه ای اندر میانه    |
| چوفارغ شد از آن جدول تراشی    |  | به پایش در فتاد از بی‌قراری    |
| تراشید باتبر نقش ونگاری       |  | که ماند بعد از ایشان یادگاری  |

در سال ۱۱۰۰ هجری قمری (حاجی جعفر گَپ) در آخر درواه بست گز و در مشرق تنب جلالی سدی ساخته که آب درواه بست گز به سوی نخل‌های باغ زرد هدایت می‌کرده، آثار این سد تاریخی که به نام (سد بز) معروف است در دره بست گز باقی مانده‌است که شاهد وخدمت مردمان زحمت کش مردان آن دوران است.

## فهرست منابع و مآخذ
- محمدیان، کوخردی، محمد، “ «به یاد کوخرد» “، ج۲. چاپ اول، دبی: سال انتشار ۲۰۰۳ میلادی.
- نگاره‌ها از: حاج جعفر محمد جعفر، عبدالغفارعلیرضائی و محمد محمدیان.
- نگاره‌ها از: عبدالغفار علیرضائی و محمد محمدیان.
- الکوخردی، محمد، بن یوسف، (کُوخِرد حَاضِرَة اِسلامِیةَ عَلی ضِفافِ نَهر مِهران Kookherd, an Islamic District on the bank of Mehran River) الطبعة الثالثة، دبی: سنة ۱۹۹۷ للمیلاد.
- محمدیان، کوخردی، محمد،  (شهرستان بستک و بخش کوخرد) ، ج۱. چاپ اول، دبی: سال انتشار ۲۰۰۵ میلادی.